# Mannitol
El mannitol és un compost orgànic amb fórmula (C₆H₈(OH)₆). Aquest polialcohol es fa servir com a agent diürètic osmòtic i vasodilatador renal feble. Originalment va ser aïllat de les secrecions del freixe del manà.
El mannitol deriva del sucre per reducció com també el xilitol i el sorbitol. La solució aquosa és àcida i de vegades es fa servir per baixar el pH.
El mannitol està contraindicat per pacients amb anúria i problemes cardíacs congestius.